# سليم قدار
سليم قدار (مواليد 23 نوفمبر 1993) هو عداء جزائري للمسافات المتوسطة يتنافس بشكل أساسي في سباق 1500 متر. مثل بلاده في بطولة العالم لألعاب القوى 2015 في بكين. حصل على الميدالية البرونزية في الألعاب الأفريقية 2015. تُوج بفضية سباق 1500 متر في تجمـع فـال دي ريويـل لألعـاب القـوى 2022.